# ویلهلمینا کوپر
ویلهلمینا کوپر (انگلیسی: Wilhelmina Cooper؛ ۱ مهٔ ۱۹۳۹ – ۱ مارس ۱۹۸۰) یک مانکن اهل هلند بود.